# HNRX

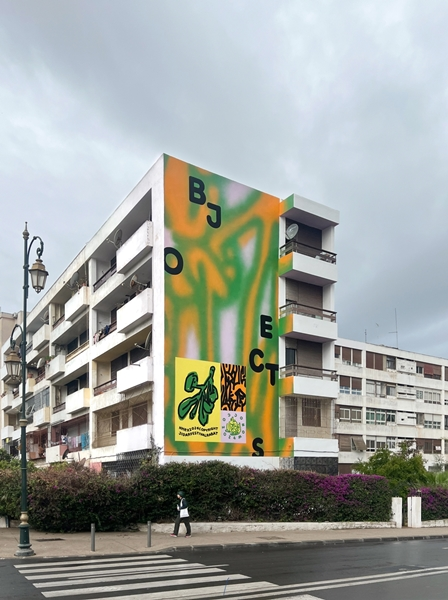
HNRX Wandbild für Streetartfestival Rabat 2024

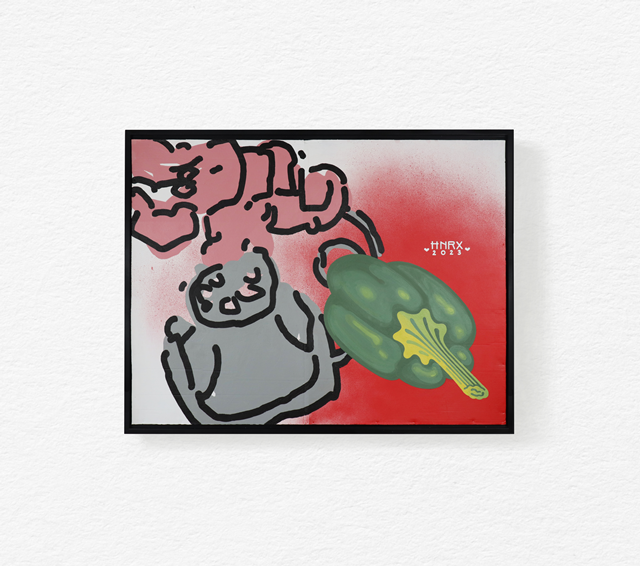
HNRX Acryl Leinwand 2023

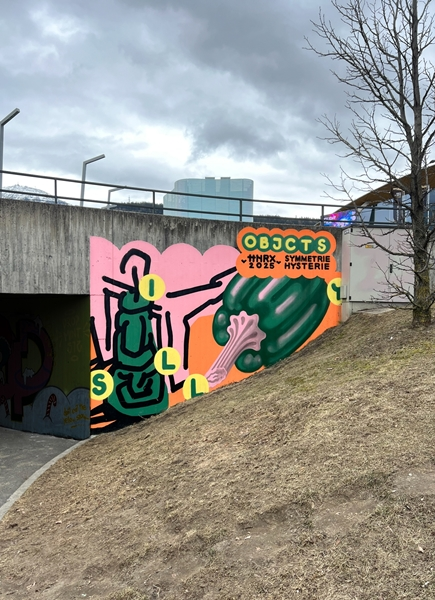
HNRX Wandbild in seiner Heimatstadt Innsbruck 2025

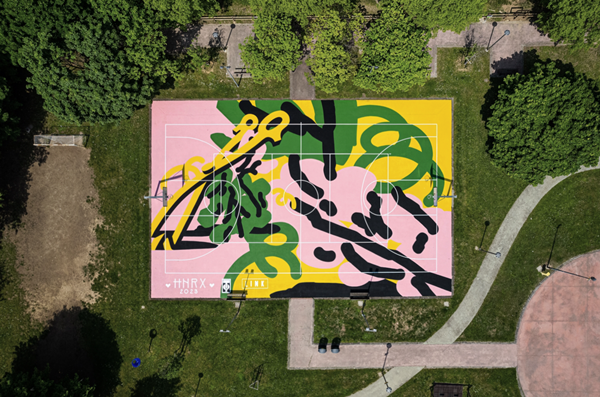
HNRX für Link Urban Art Festival Brescia 2023

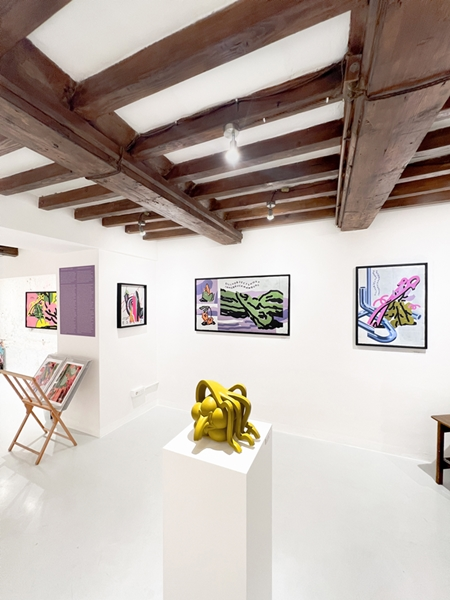
HNRX Solo-Ausstellung „OBJCTS“ in Florenz 2023

HNRX (bürgerlich Maximilian Prantl, geboren 1993 in Innsbruck, Österreich) ist ein österreichischer Urban-Art-Künstler, der vor allem für seine abstrakten Darstellungen von Alltagsgegenständen und Lebensmitteln bekannt ist. Seine Werke sind sowohl im öffentlichen Raum, als auch in Galerien zu finden und zeichnen sich durch eine Mischung aus surrealistischen und abstrakten Elementen aus. Er hat zahlreiche Fassaden in europäischen Metropolen wie Berlin, Hamburg, London, Wien, Innsbruck, Athen und Lissabon gestaltet. Er lebt sowohl in Innsbruck als auch in Hamburg.

## Werdegang und künstlerischer Aufstieg
HNRX begann seine künstlerische Laufbahn im Alter von 14 Jahren, als er 2007 erste Graffiti-Experimente durchführte. Zunächst stark von der Graffiti-Szene beeinflusst, entwickelte er über die Jahre einen einzigartigen Stil, der Elemente der Malerei, Grafik und des Designs miteinander verschmilzt. Er ist Autodidakt und perfektionierte seine Techniken und visuellen Konzepte durch wiederholte Praxis.
Seine Kunst interpretiert scheinbar banale Alltagsgegenstände und -szenen und transportiert tiefgründige, oft gesellschaftskritische oder philosophische Gedanken. Dabei strebt er weniger nach einer direkten Botschaft, sondern möchte Denkanstöße und Emotionen beim Betrachter hervorrufen.

## Stil und Techniken
Der Stil von HNRX ist grafisch, plakativ und oft surrealistisch. Er verwendet überdimensionale Darstellungen von Alltagsgegenständen oder Lebensmitteln, die durch ihre Komposition und Farbgebung eine neue Bedeutung erhalten. Diese Werke spielen mit der Wahrnehmung des Betrachters, indem sie bekannte Objekte aus ihrem Kontext reißen und sie auf abstrakte Weise neu darstellen. In seinen Arbeiten stehen vor allem Komposition und Farbgebung im Mittelpunkt, welche eine harmonische Spannung zwischen klarer Ästhetik und surrealistischen Elementen erzeugen.

## Projekte und Ausstellungen
HNRX hat in den letzten Jahren zahlreiche Wandgemälde (Murals) in verschiedenen europäischen Städten geschaffen, darunter Mostar, Čačak, London, Innsbruck, Hamburg, Straßburg, Sibiu und viele weitere.
Neben seiner Tätigkeit als Wandkünstler hat HNRX auch an zahlreichen Ausstellungen teilgenommen, darunter Soloausstellungen in Innsbruck, München, Zürich, Wien, Berlin, Porto, Hamburg und Leipzig, wo er seine Arbeiten auf Leinwand und anderen Medien präsentierte.
Im Jahr 2018 gründete HNRX den Verein „Underbridge“ und das gleichnamige Street-Art-Festival, das jährlich in Innsbruck und Hamburg stattfindet. Das Festival umfasst Workshops, Murals und eine große Gruppenausstellung mit international geladenen Künstlern. Seit 2022 ist auch Melanie Gandyra Teil des Kurations- und Festivalteams.